# تسوماکی هیروکو
آکچی هیروکو، تسوماکی هیروکو (به ژاپنی: 妻木煕子); سی‌شیتسو (همسر اصلی) آکچی میتسوهیده اهل ژاپن بود. در مورد تعداد فرزندان وی فرضیه‌های گوناگونی وجود دارد. در برخی از منابع تعداد فرزندان سه پسر و چهار دختر ذکر شده‌است. هوسوکاوا تاما (گاراشا) که یکی از شخصیت‌های معروف تاریخ ژاپن است دختر سوم وی بوده‌است. همچنین دختر ارشد وی همسر آکچی هیده‌میتسو و دختر دوم وی همسر آکچی میتسوتادا و دختر چهارم وی همسر تسودا نوبوزومی برادرزادهٔ اودا نوبوناگا بوده‌است. پسر ارشد وی آکچی میتسویوشی نام داشت.
هیروکو موضوع یک هایکو از ماتسو باشو بود که می‌خواند «تسوکی سابی یو / آکچی گا تسوما نو / هاناشیسن» («ماه غمگین باش / همسر آکچی / بگذار صحبت کنیم»). غم و اندوه می‌تواند اشاره ای به داستان رایجی باشد که هیروکو در نتیجه پرستاری از شوهرش در اثر یک بیماری جدی فوت کرد، که خود پس از آن گرفتار شد. با این حال، از آنجایی که در تفسیرهای ژاپنی شعر اشاره ای به مرگ او نشده‌است، به نظر می‌رسد غم و اندوه ناشی از فداکاری رویاهای شخصی او است که برای حمایت از شوهرش لازم بود.
تسوماکی هیروکو به عنوان دختر تسوماکی نوریهیرو، ارباب قلعه تسوماکی به دنیا آمد. در حالی که تاریخ تولد او ناشناخته است، بر اساس یک نظریه، او به عنوان دختر ارشد در حدود سال ۱۵۳۰ به دنیا آمد. او در سال ۱۵۴۵ با آکچی میتسوهیده نامزد کرد. با این حال، او بعداً به آبله مبتلا شد و در تمام بدنش آثار آبله باقی ماند. گفته می‌شود که پدرش نوریهیرو خواهرش را که شباهت زیادی به هیروکو داشت، با لباس مبدل به هیروکو نزد میتسوهیده فرستاد، اما میتسوهیده متوجه شد و او را رد کرد و ترجیح داد با هیروکو ازدواج کند.
او در طول ازدواج خود، هوسوکاوا تاما، نوکیش مسیحی را به دنیا آورد که به یک چهره محبوب در تاریخ ژاپن تبدیل شد. هیروکو زنی مصمم بود که فعالانه در کمک به خاندان آکچی شرکت می‌کرد. ارادت او به خانواده اش در داستان‌ها، نقاشی‌ها و فرهنگ عامه جاودانه شد.
در سال ۱۵۵۶، میتسوهیده از سایتو دوسان در نبرد ناگاراگاوا حمایت کرد. حکایتی وجود دارد که بعد از اینکه سایتو یوشیتاتسو (پسر بزرگ دوسان که با پدرش درگیر نزاع داخلی بود) قلعه آکچی را سرنگون کرد، میتسوهیده هیروکو حامله را هنگام فرار به ولایت  اچیزن بر پشت خود حمل کرد. وقتی میتسوهیده و هیروکو به ولایت اچیزن گریختند، خواستند به آساکورا یوشیکاگه خدمت کنند. علیرغم گذراندن روزهای سخت، میتسوهیده یک مراسم رنگا (شعر شعر پیوندی) ترتیب داد. هیروکو از تنگنای مالی ای که میتسوهیده در آماده شدن برای جشن با آن روبرو بود آگاه بود و موهای سیاه خود را برای تأمین هزینه‌ها فروخت.
رابطه هیروکو با میتسوهیده واقعی بود، میتسوهیده از هر پیشنهادی برای داشتن زن دیگری به غیر از او امتناع کرد. این رابطه از زمانی که او به میتسوهیده در روزهای سختش کمک کرد - همکاری و کمک این زن و شوهر در تسلیم قلعه خاندان، زندگی رونین (بی استاد)، خدمت به خاندان آساکورا، خاندان آشیکاگا و خاندان اودا - همواره ثابت شده‌است.

## مرگ
در سال ۱۵۷۶، هیروکو بیمار شد. میتسوهیده از یک راهب شینتو یوشیدا کانه‌می برای بهبودی خود درخواست دعا کرد. او پس از ده روز بهبود یافت، بنابراین قطعات نقره برای تشکر به زیارتگاه اهدا شد. یوشیدا کانه‌می به دیدار هیروکو در محله میتسوهیده در کیوتو رفت و آرزوی بهبودی او را کرد و با میتسوهیده ملاقات کرد.
نظریه‌های مختلفی در مورد مرگ او وجود دارد، اولی گفته می‌شود که او به شدت از میتسوهیده پرستاری می‌کرد زیرا او از یک بیماری جدی رنج می‌برد، اما او به دلیل خستگی پرستاری درگذشت. با این حال، برخی می‌گویند که او در سال ۱۵۸۲ با سقوط قلعه ساکاموتو در جریان نبرد یامازاکی درگذشت.
در اوت ۲۰۲۰، نام پس از مرگ او در پشت بودای دراز کشیده بودا که در مجموعه معبد شوجورایگو-جی در شهر اوتسو، شیگا، استان شیگا حک شده بود، کشف شد. این احتمال مرگ او را قبل از ۱۵۸۱ را افزایش می‌دهد.
قبر او در معبد سانکیو-جی در شهر اوتسو، شیگا، استان شیگا، معبد خانوادگی خاندان آکچی و خاندان تسوروماکی است.